# New Square
New Square (en yiddish : ניו סקווער) est un village situé dans la ville de Ramapo, dans le comté de Rockland de l'État de New York aux États-Unis dont la population est essentiellement constituée de Juifs ultra-orthodoxes membres de la dynastie hassidique de Skver (en).
Il s'y trouve en 2010 6 944 habitants. La surface totale est de 0,9 km².

## Démographie
| Groupe            | New Square | New York | États-Unis |
| ----------------- | ---------- | -------- | ---------- |
| Blancs            | 99,2       | 66,8     | 72,4       |
| Autres            | 0,8        | 36,9     | 27,6       |
| Total             | 100        | 100      | 100        |
|                   |            |          |            |
| Latino-Américains | 0,4        | 17,6     | 16,7       |

Selon l'American Community Survey, pour la période 2011-2015, 89,30 % de la population âgée de plus de 5 ans déclare parler yiddish à la maison, 5,71 % déclare parler l'anglais, 4,73 % l'hébreu et 0,26 % une autre langue. 63,48 % d'entre eux déclarent ne pas « très bien » parler anglais.
Le village de New Square est très pauvre. En effet, le revenu par habitant était en moyenne de 5 648 dollars par an entre 2012 et 2016, bien en-dessous de la moyenne de l'État de New York (34 212 dollars) et des États-Unis (29 829 dollars). Sur cette même période, 70,0 % des habitants vivaient sous le seuil de pauvreté (contre 14,7 % dans l'État et 12,7 % à l'échelle du pays).
La population est caractérisée par sa grande jeunesse : 60,6 % des habitants ont moins de 18 ans.